# Зверьков, Пётр Павлович
Пётр Па́влович Зверько́в (12 [25] декабря 1914; посёлок шахты № 8, ныне посёлок Чулковка в черте города Донецк, Украина — 9 мая 1951; Приморский край) — Герой Советского Союза (15 мая 1946), майор (1950), военный лётчик.

## Биография
Родился 12 (25) декабря 1914 года в посёлке шахты № 8 (ныне — посёлок Чулковка в черте города Донецк, Украина). Русский.
В 1930 году окончил 5 классов школы, в 1933 году — горнопромышленное училище. Работал электрослесарем на шахте № 8.
С марта 1936 года по октябрь 1937 года служил красноармейцем в 13-й авиационной бригаде особого назначения в Киевском военном округе.
После возвращения из армии работал электрослесарем на шахте № 6. В 1938 году окончил Макеевский аэроклуб.
Вновь в армии с ноября 1938 года. В 1940 году окончил Ворошиловградскую военную авиационную школу лётчиков (город Луганск). В 1940—1942 — лётчик-инструктор Олсуфьевской военной авиационной школы стрелков-бомбардиров.
Участник Великой Отечественной войны: в январе 1943 — мае 1945 — старший лётчик, командир звена, заместитель командира авиаэскадрильи, помощник командира полка по воздушно-стрелковой службе 41-го штурмового авиационного полка 198-й штурмовой авиационной дивизии. Воевал на Брянском, Центральном и 1-м Белорусском фронтах. Участвовал в Курской битве, освобождении Белоруссии и Польши, Берлинской операции. Совершил 106 боевых вылетов на штурмовике Ил-2, в воздушных боях его экипаж сбил лично 1 и в составе группы 8 самолётов противника.
После войны продолжал службу в строевых частях ВВС (в Группе советских войск в Германии) в 41-м штурмовом авиаполку 3-й гвардейской штурмовой авиационной дивизии. В 1947 году окончил Липецкие высшие офицерские лётно-тактические курсы. С 1950 года был начальником воздушно-стрелковой службы штурмового авиационного полка (в Приморском военном округе).
Погиб 9 мая 1951 года при катастрофе самолёта УТ-2. Похоронен в селе Михайловка Приморского края.

## Награды и звания
- Медаль «Золотая Звезда» (15.05.1946);
- орден Ленина (15.05.1946);
- три ордена Красного Знамени (24.08.1943, 6.02.1945, 4.06.1945);
- орден Отечественной войны 2-й степени (15.10.1944);
- медаль «За боевые заслуги» (5.05.1946);
- другие медали;
- польская медаль «За Варшаву 1939—1945» (27.04.1946).

## Память
- В Донецке на здании школы № 141, в которой учился Герой, установлена мемориальная доска.
- Именем Героя названа улица Пролетарском районе города Донецка.